# Тадеуш Михалик
Тадеуш Михалик (пол. Tadeusz Michalik; нар. 16 лютого 1991) — польський борець греко-римського стилю, бронзовий призер чемпіонату Європи, бронзовий призер чемпіонату світу серед студентів, бронзовий призер Олімпійських ігор 2020.

## Життєпис
Боротьбою почав займатися з 2001 року. 
Виступає за борцівський клуб «Собєський» Познань. Тренер — Анджей Максимюк.

## Спортивні результати на міжнародних змаганнях

### Виступи на Олімпіадах
| Змагання                    | Збірна | Вагова категорія                 | Місце  |
| --------------------------- | ------ | -------------------------------- | ------ |
| Літні Олімпійські ігри 2020 | Польща | греко-римська боротьба, до 97 кг | Бронза |

### Виступи на Чемпіонатах світу
| Змагання                        | Збірна | Вагова категорія                 | Місце |
| ------------------------------- | ------ | -------------------------------- | ----- |
| Чемпіонат світу з боротьби 2014 | Польща | греко-римська боротьба, до 80 кг | 5     |
| Чемпіонат світу з боротьби 2017 | Польща | греко-римська боротьба, до 85 кг | 18    |
| Чемпіонат світу з боротьби 2018 | Польща | греко-римська боротьба, до 87 кг | 16    |
| Чемпіонат світу з боротьби 2019 | Польща | греко-римська боротьба, до 97 кг | 5     |
| Чемпіонат світу з боротьби 2022 | Польща | греко-римська боротьба, до 97 кг | 19    |

### Виступи на Чемпіонатах Європи
| Змагання                         | Збірна | Вагова категорія                 | Місце  |
| -------------------------------- | ------ | -------------------------------- | ------ |
| Чемпіонат Європи з боротьби 2014 | Польща | греко-римська боротьба, до 80 кг | 17     |
| Чемпіонат Європи з боротьби 2016 | Польща | греко-римська боротьба, до 85 кг | Бронза |
| Чемпіонат Європи з боротьби 2017 | Польща | греко-римська боротьба, до 85 кг | 12     |
| Чемпіонат Європи з боротьби 2018 | Польща | греко-римська боротьба, до 87 кг | 9      |
| Чемпіонат Європи з боротьби 2019 | Польща | греко-римська боротьба, до 87 кг | 13     |
| Чемпіонат Європи з боротьби 2020 | Польща | греко-римська боротьба, до 97 кг | 7      |
| Чемпіонат Європи з боротьби 2021 | Польща | греко-римська боротьба, до 97 кг | 12     |

### Виступи на Чемпіонатах світу серед студентів
| Змагання                                        | Збірна | Вагова категорія                 | Місце  |
| ----------------------------------------------- | ------ | -------------------------------- | ------ |
| Чемпіонат світу з боротьби серед студентів 2012 | Польща | греко-римська боротьба, до 84 кг | 5      |
| Чемпіонат світу з боротьби серед студентів 2014 | Польща | греко-римська боротьба, до 85 кг | Бронза |

### Виступи на Універсіадах
| Змагання               | Збірна | Вагова категорія                 | Місце |
| ---------------------- | ------ | -------------------------------- | ----- |
| Літня Універсіада 2013 | Польща | греко-римська боротьба, до 84 кг | 9     |

### Виступи на інших змаганнях
| Змагання                                                      | Збірна | Вагова категорія                 | Місце  |
| ------------------------------------------------------------- | ------ | -------------------------------- | ------ |
| Міжнародний турнір «Cristo Lutte» 2011                        | Польща | греко-римська боротьба, до 84 кг | 10     |
| Кубок Владислава Пітласинські 2011                            | Польща | греко-римська боротьба, до 84 кг | 17     |
| Меморіал Олега Караваєва 2011                                 | Польща | греко-римська боротьба, до 84 кг | 8      |
| Тор Мастерс 2012                                              | Польща | греко-римська боротьба, до 84 кг | Бронза |
| Кубок Владислава Пітласинські 2012                            | Польща | греко-римська боротьба, до 84 кг | 5      |
| Гран-прі Німеччини з боротьби 2012                            | Польща | греко-римська боротьба, до 84 кг | 5      |
| Меморіал Олега Караваєва 2012                                 | Польща | греко-римська боротьба, до 84 кг | Бронза |
| Турнір Дана Колова — Ніколи Петрова 2013                      | Польща | греко-римська боротьба, до 84 кг | Бронза |
| Гран-прі Німеччини з боротьби 2013                            | Польща | греко-римська боротьба, до 84 кг | Бронза |
| Кубок Владислава Пітласинські 2013                            | Польща | греко-римська боротьба, до 84 кг | 21     |
| Турнір Івана Піддубного 2014                                  | Польща | греко-римська боротьба, до 80 кг | 5      |
| Золотий Гран-прі з боротьби 2014 (Париж)                      | Польща | греко-римська боротьба, до 80 кг | Срібло |
| Золотий Гран-прі з боротьби 2014 (Сомбатгей)                  | Польща | греко-римська боротьба, до 80 кг | 9      |
| Гран-прі Німеччини з боротьби 2014                            | Польща | греко-римська боротьба, до 80 кг | Бронза |
| Кубок Владислава Пітласинські 2014                            | Польща | греко-римська боротьба, до 80 кг | Бронза |
| Золотий Гран-прі з боротьби 2014 (Баку)                       | Польща | греко-римська боротьба, до 80 кг | Бронза |
| Меморіал Кристьяна Палусалу 2014                              | Польща | греко-римська боротьба, до 85 кг | Золото |
| Меморіал Олега Караваєва 2014                                 | Польща | греко-римська боротьба, до 85 кг | 5      |
| Гран-прі Парижа з боротьби 2015                               | Польща | греко-римська боротьба, до 85 кг | Бронза |
| Гран-прі FILA 2015                                            | Польща | греко-римська боротьба, до 85 кг | 7      |
| Гран-прі Іспанії з боротьби 2015                              | Польща | греко-римська боротьба, до 85 кг | 5      |
| Кубок Владислава Пітласинські 2015                            | Польща | греко-римська боротьба, до 85 кг | 9      |
| Гран-прі Загреба з боротьби 2016                              | Польща | греко-римська боротьба, до 85 кг | Бронза |
| Гран-прі Угорщини з боротьби 2016                             | Польща | греко-римська боротьба, до 85 кг | 7      |
| Олімпійський кваліфікаційний турнір з боротьби 2016 (Стамбул) | Польща | греко-римська боротьба, до 85 кг | 7      |
| Кубок Владислава Пітласинські 2016                            | Польща | греко-римська боротьба, до 85 кг | Бронза |
| Гран-прі Німеччини з боротьби 2016                            | Польща | греко-римська боротьба, до 85 кг | Золото |
| Меморіал Кристьяна Палусалу 2016                              | Польща | греко-римська боротьба, до 85 кг | Золото |
| Золотий Гран-прі з боротьби 2016                              | Польща | греко-римська боротьба, до 85 кг | Срібло |
| Гран-прі Парижа з боротьби 2017                               | Польща | греко-римська боротьба, до 85 кг | Бронза |
| Тор Мастерс 2017                                              | Польща | греко-римська боротьба, до 85 кг | Бронза |
| Гран-прі Угорщини з боротьби 2017                             | Польща | греко-римська боротьба, до 85 кг | 5      |
| Кубок Владислава Пітласинські 2017                            | Польща | греко-римська боротьба, до 85 кг | 19     |
| Меморіал Іона Корнеану і Ладислава Сімона 2017                | Польща | греко-римська боротьба, до 85 кг | Срібло |
| Меморіал Болата Турлиханова 2017                              | Польща | греко-римська боротьба, до 85 кг | 5      |
| Меморіал Олега Караваєва 2017                                 | Польща | команда                          | 7      |
| Київський Міжнародний турнір з боротьби 2018                  | Польща | греко-римська боротьба, до 87 кг | 12     |
| Турнір Дана Колова — Ніколи Петрова 2018                      | Польща | греко-римська боротьба, до 87 кг | 8      |
| Гран-прі Німеччини з боротьби 2018                            | Польща | греко-римська боротьба, до 87 кг | 9      |
| Кубок Владислава Пітласинські 2018                            | Польща | греко-римська боротьба, до 87 кг | Бронза |
| Гран-прі Загреба з боротьби 2019                              | Польща | греко-римська боротьба, до 87 кг | Бронза |
| Турнір Дана Колова — Ніколи Петрова 2019                      | Польща | греко-римська боротьба, до 87 кг | 5      |
| Гран-прі Іспанії з боротьби 2019                              | Польща | греко-римська боротьба, до 87 кг | Золото |
| Кубок Владислава Пітласинські 2019                            | Польща | греко-римська боротьба, до 87 кг | 7      |
| Всесвітні ігри серед військовослужбовців 2019                 | Польща | греко-римська боротьба, до 87 кг | 12     |
| Тор Мастерс 2020                                              | Польща | греко-римська боротьба, до 97 кг | Срібло |
| Чемпіонат Польщі з боротьби 2020                              | Польща | греко-римська боротьба, до 97 кг | Золото |
| Гран-прі Загреба з боротьби 2021                              | Польща | греко-римська боротьба, до 97 кг | Бронза |
| Кубок Владислава Пітласинські 2021                            | Польща | греко-римська боротьба, до 97 кг | 5      |
| Чемпіонат світу з боротьби серед військовослужбовців 2021     | Польща | греко-римська боротьба, до 97 кг | Бронза |
| Турнір Вехбі Емре і Гаміта Каплана 2021                       | Польща | греко-римська боротьба, до 97 кг | 16     |
| Кубок Владислава Пітласинські 2022                            | Польща | греко-римська боротьба, до 97 кг | 8      |
| Міжнародний турнір Любомира Івановича Гедзи 2022              | Польща | греко-римська боротьба, до 97 кг | Золото |

### Виступи на змаганнях молодших вікових груп
| Змагання                                       | Збірна | Вагова категорія                 | Місце |
| ---------------------------------------------- | ------ | -------------------------------- | ----- |
| Чемпіонат Європи з боротьби серед юніорів 2010 | Польща | греко-римська боротьба, до 84 кг | 13    |
| Чемпіонат Європи з боротьби серед юніорів 2011 | Польща | греко-римська боротьба, до 84 кг | 8     |
| Чемпіонат світу з боротьби серед юніорів 2011  | Польща | греко-римська боротьба, до 84 кг | 9     |